# Перевоз (Киевская область)
Перевоз (укр. Перевіз) — село, входит в Васильковский район Киевской области Украины.
Население по переписи 2001 года составляло 340 человек. Почтовый индекс — 08620. Телефонный код — 4571. Занимает площадь 8,19 км². Код КОАТУУ — 3221482202.

## Местный совет
08620, Київська обл., Васильківський р-н, с.Дзвінкове, вул.Грушевського,3